# هاگزواچ
هاگزواچ نام موسم معادل کریسمس عیسویان در دنیای جهان مسطح آفریدهٔ تری پرچت است. هاگزواچ اولین روز ماه ایک (Ick)، معادل ۲۳ دسامبر است. این روز شروع سال صفحه جهان و در انخ مورپوک معادل انقلاب زمستانی خورشید است.
شب پیش از این روز را شب هاگزواچ می‌نامند. به‌طور سنتی در این شب خوک می‌کشته‌اند تا از برخاستن خورشید پس از درازترین شب سال اطمینان حاصل کنند. در مذهب مردم امنیا این شب را شب روزهٔ اوسوری مقدس می‌دانند و آن را با روزه و دعا جشن می‌گیرند.
هاگزواچ در کتاب هاگ‌فادر معرفی می‌شود. ماجرای این کتاب همه در این شب رخ می‌دهد.